# Dordżijn Narmandach
Dordżijn Narmandach (ur. 5 lutego 1982) – mongolska zapaśniczka w stylu wolnym. Trzykrotna uczestniczka mistrzostw świata, trzecia w 2007. Zdobyła dwa medale w mistrzostwach Azji - srebrny w 2007 i brązowy w 2005 roku.